# Azienda Consorziale Trasporti
L'Azienda Consorziale Trasporti (ACT) è un'azienda, nata nel 1975, a totale proprietà pubblica, che si occupava della mobilità e del coordinamento dei servizi di trasporto pubblico su strada della città di Reggio Emilia e della sua provincia.
È costituita da un consorzio di enti locali, costituito ai sensi della legge 142 del 1990, e così composto:
1. 38% Comune di Reggio Emilia
2. 29% Provincia di Reggio Emilia
3. 33% i 44 Comuni della Provincia

L'azienda ACT si occupava di tutto ciò che concerne il servizio di trasporto pubblico dell'area della provincia di Reggio Emilia e in particolare il trasporto pubblico locale e i servizi per la mobilità.
La gestione delle infrastrutture automobilistiche comprese le officine di manutenzione e rimessaggio.
A seguito di un forte indebitamento dell'Azienda, Il settore ferroviario dal 1º gennaio 2009 è stato conferito a FER, della quale ACT è diventata azionista con una quota dell'11,61% del capitale sociale.
La società Società Emiliana Trasporti Autofiloviari (SETA) dal 1º gennaio 2012 gestisce il trasporto su gomma a Piacenza, Modena e Reggio Emilia. Il 15,4% della società appartiene ad ACT.